# Gregor Aichinger
Gregor Aichinger (ur. ok. 1565 w Ratyzbonie, zm. 21 lutego 1628 w Augsburgu) – niemiecki duchowny katolicki, kompozytor epoki późniego renesansu.
Kompozytor był związany z augsburską rodziną Fuggerów. Był ich organistą. W 1599 wyjechał na dwa lata do Rzymu. Do Niemiec powrócił w 1601. Dzieła Aichingera obejmują muzykę sakralną. Wydał zbiory pieśni kościelnych i maryjnych. Pozostawał pod silnym wpływem Giovanniego Gabrieliego.